# Tom Brice
Tom Brice, född den 24 augusti 1981 i Woodville i Australien, är en australisk professionell basebollspelare som tog silver vid olympiska sommarspelen 2004 i Aten.
Brice draftades av Chicago White Sox 2002 som 720:e spelare totalt och redan samma år gjorde han proffsdebut i White Sox farmarklubbssystem, där han spelade till och med 2005. Han har även spelat i Australien, Nederländerna och för Leksand Lumberjacks i Elitserien.
Brice representerade Australien i World Baseball Classic 2006. Han spelade tre matcher och hade inga hits på sex at bats.